# Phillips County (Arkansas)
Phillips County is een county in de Amerikaanse staat Arkansas.
De county heeft een landoppervlakte van 1.794 km² en telt 26.445 inwoners (volkstelling 2000). De hoofdplaats is Helena-West Helena.

## Bevolkingsontwikkeling

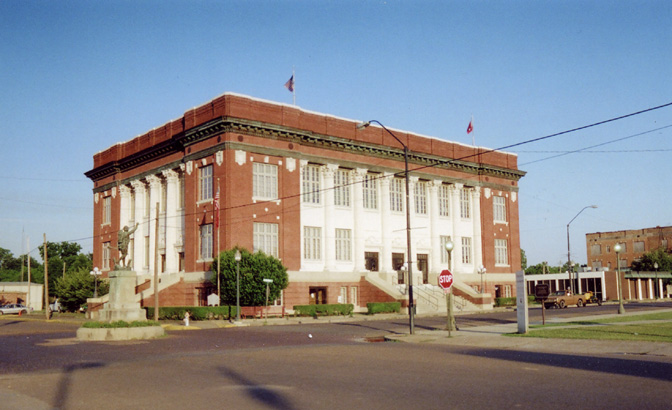
Phillips County Courthouse